# 景南乡
景南乡，是中华人民共和国浙江省丽水市景宁畲族自治县下辖的一个乡镇级行政单位。

## 行政区划
景南乡下辖以下地区：
忠溪村、东塘村、程田村、缪坑村、东垟村、西垟村、上标垟村和渔漈村。